# Francine Ségeste
Francine Ségeste (née le 13 octobre 1935 à Longjumeau et morte le 7 novembre 2008 à Villejuif ) est l’un des noms de plume (avec Francine Comte) de Francine Ségrestaa. Dans les années 1960, elle est également peintre sous le pseudonyme de Florence Authier.

## Biographie
Née en 1935, sœur du poète François Lescun et compagne d'abord de Jean-François Comte, dont elle a trois enfants, puis du chimiste et syndicaliste Albert Antonini, dont elle a un fils, puis de l'économiste et écologiste Alain Lipietz, elle est la cheville ouvrière de la revue d’archéologie Le Monde de la Bible jusqu’à sa retraite, tout en poursuivant une intense activité militante et en produisant une œuvre littéraire dont la publication est principalement récente.
Entrée au Parti socialiste unifié peu avant les événements de Mai 68, elle suit une scission de celui-ci (la Gauche ouvrière et paysanne - Organisation communiste des travailleurs) puis participe à l’animation de la revue Partis-Pris (1978-1984) et au rassemblement Arc-en-ciel, qui la conduit au parti Les Verts, où elle reste active jusqu'à un stade avancé du cancer qui l'emporte en 2008. À ce titre, elle est conseillère municipale de Villejuif (2001-2008).
Son activité militante principale se tourne rapidement vers le mouvement féministe. Mère de quatre enfants, elle anime le Groupe Maternité de Paris et, de cette expérience, tire le livre Jocaste délivrée sous la signature de Francine Comte.
Elle participe dès l’origine à l’animation du Collectif national pour les droits des femmes.

## Activité littéraire
Dans Jocaste délivrée : maternité et représentation des rôles sexuels, tirée de son expérience personnelle et militante, elle montre que les mères sont normalement « suffisamment bonnes » pour leurs enfants et, s’appuyant sur les critiques féministes de la psychanalyse culpabilisante, esquisse de nouveaux rapports émancipateurs enfants-adultes.
Tant que dominent son activité professionnelle et son activité militante, ses publications littéraires sont très sporadiques. Ses premiers poèmes, préfacés par Jean Follain, sont publiés en 1962 dans Le Journal des poètes, puis elle ne donne plus que de rares poèmes et nouvelles dans Vagabondages
 et Riveneuve-Continents.
À partir de 2007, sous licence Creative Commons, son œuvre apparaît en ligne sur In Libro Veritas puis en édition papier.
C’est d’abord le recueil de nouvelles Cité des solitudes, où, à partir de faits divers d’une courée, les nouvelles s’enchaînent vers un fantastique urbain de plus en plus utopiste et lyrique.
Puis, dans Mémoire de la mer, récit du lent déclin de sa mère, et toujours dans un style poétique retenu, elle explore les questions de la mémoire et des rapports mère-fille.
Enfin, avec un cycle de sept groupes de poèmes sur inlibroveritas.net, regroupés dans le recueil Destin de sable, se révèle une œuvre poétique en vers libres hachés, où se retrouvent les thèmes de ses engagements, la révolte, l’amour des Hommes, du monde et des mots. L'ensemble (reprenant les poèmes publiés depuis 1962 ou originaux) évoquent le cycle de la vie d'une femme depuis la Rouge Enfance et l'adolescence ( Corne de brume) jusqu'à sa lutte contre la maladie (Corps irradié), en passant par les douceurs et les douleurs de l'amour (L'amour en feu), le vent de l'Histoire et des engagements où s'entrelacent le personnel et le politique (Frelon noir, L'Ange debout, Lucioles de sang). Certains de ces poèmes sont alors repris par la revue littéraire La Passe.
Suit un second recueil de nouvelles, Trames étranges. Dans un style plus flamboyant et dans des situations exotiques (Mexique, villes orientales, Tras-Os-Montes, science fiction) elle explore le thème de la rencontre et de la transmission, en débouchant sur la question « Qu'est-ce que l'art peut apporter à un monde déchiré ? » Ce recueil est préfacé par Alain Lipietz.
La publication de son œuvre reprend sur le site des éditions In Libro Veritas avec un premier roman, La Femme à la fenêtre : histoire d'une mère célibataire qui aime ses enfants jusqu'à la folie et ne s'en tirera pas. Est ensuite mis en ligne un second roman, Perséphone en personne, plus onirique, histoire d'une femme marquée par le destin tragique d'une amie d'enfance et qui parvient, au contraire du roman précédent, à construire son indépendance et son identité.

## Œuvres
- Francine Comte, Jocaste délivrée : maternité et représentation des rôles sexuels, Paris, Éd. La Découverte, 1991, 240 p. (ISBN 978-2-7071-2027-4, LCCN 91161233)

Traduit en japonais par Mitsuko Inoue : 母親の役割という罠〜新しい母親、新しい父親に向けて, Tokyo, Fujiwara,‎ 1999, 373 p. (ISBN 978-4-89434-156-2)
- Cité des solitudes, éditions InLibroVeritas, 2007 (ISBN 978-2-35209-108-0, lire en ligne)
- Mémoire de la mer, éditions InLibroVeritas, 2008 (ISBN 978-2-35209-121-9, lire en ligne)
- Destin de sable, éditions InLibroVeritas, 2008 (ISBN 978-2-35209-145-5)
- Trames étranges, éditions InLibroVeritas, 2008 (ISBN 978-2-35209-170-7, présentation en ligne)
- La Femme à la fenêtre, éditions InLibroVeritas, 2008 (ISBN 978-2-35209-178-3, lire en ligne)
- Perséphone en personne, éditions InLibroVeritas, 2008 (ISBN 978-2-35209-195-0)